# 配列
配列，也称分布，全称句法形态配列或语法形态配列（Morphosyntactic alignment）等，语言类型学上指及物動詞的施事论元（主語）和受事论元（宾语）、不及物動詞的变元（主语）等在句法和形态上的分类。综合语常用不同配列的屈折形态表示名词的格等，而分析语则更常用語序和介词。

## 定义
句法形态配列常用以下论元符号来辨别配列：
- S（即 sole 或 subject）：不及物动词的变元，主賓格語言中常作主语；
- A（即施事 agent）：及物动词的施事论元，主宾格语言中常作主语；
- P（即受事 patient，有时也用 O，即 object）：及物动词的受事论元，主宾格语言中常作宾语。

这一层定义仅辨别了配价理论上的一价动词（即不及物动词）和二价动词（即及物动词）的总共三个论元之间的关系。S 是不及物动词能支配的唯一论元，在主宾格语言中常作主语，但同样是主语，它在不及物动词的不同种类里所拥有的语义角色是不同的，非作格动词的主语论元会拥有施事，而非宾格动词则会拥有受事，故这一论元也称变元。
按照论元的施事性（语义角色“施事” Agent 的性质）和指向性（语义角色“终点” Direction/Goal 的性质），以及谓语动词的配价位（一价到三价动词），上面的定义还可以扩张为：
- S：一价动词（不及物动词）的唯一变元；
- A：二价动词（及物动词）或三价动词（双及物动词）中施事性较强的论元；
- P 或 O：二价动词中施事性较弱的论元；
- G：三价动词中指向性较强的论元；
- T：三价动词中，与 P 一样施事性较弱，且指向性也较弱的论元。

不同语言往这些论元上标记语法格时采用了不同的策略，故产生了不同的配列。如英语人稱代詞将 A 和 S 一同标为主格（e.g. I killed him and he died.），P 单独标作宾格（前例的 him），是为主賓格語言；巴斯克语将 P 和 S 一同标为通格，A 单独标为作格，是为作通格語言。缺乏格的语言，也会在語序、介詞上体现类似的配列。

## 配列类型

### S/A/P 配列类型

#### 主宾型

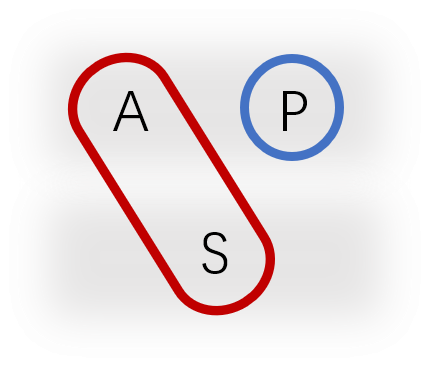
主宾型配列

主宾格型，也称宾格型，这种配列将 A 和 S 标记为同一格，称为主格（A=S, NOM）；P 单独标记为一格，称为宾格（P, ACC）。有时候主格不作标记，例如克丘亚语里面主格不会有任何格标记（∅），而宾格则有格标记 -ta。主宾格型语言可以把 A 降格为斜格、把 P 升格为主格，以实现被动语态。世界上大多数语言都是主宾格语言，包括英语和日语。

#### 作通型

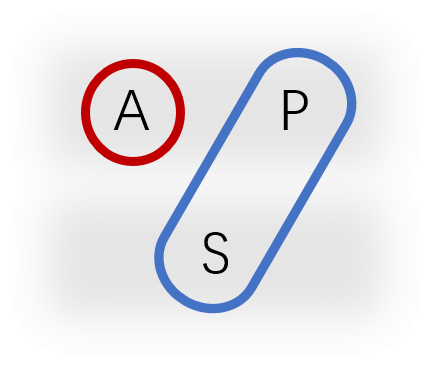
作通型配列

作通型，也称作格型，这种配列将 A 单独标记为一格，称为作格、能格或施格（A, ERG）；P 和 S 标记为同一格，称为通格或绝对格（P=S, ABS）。有时候通格不作标记，例如澳大利亚原住民语言的Nyangumarta语里面通格不会有任何格标记（∅），而作格则有格标记 -lu。作通格型语言可以把 P 降格为斜格、把 A 升格为通格，以实现反被动语态。世界上约有六分之一的语言为作通格语言，比如澳大利亚原住民语言、库尔德语、藏语、高加索诸语言、印度-雅利安语支、巴斯克语、楚科奇语、因纽特语、玛雅语系等。

#### 及物型

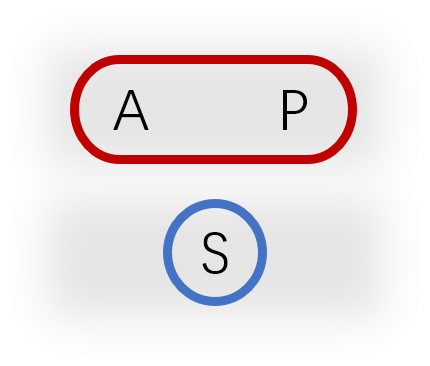
及物型配列

及物型，也称施受格型、双重斜格型、及物动词句中和型:32，这种配列将 A 和 P 标记为同一格，称为及物格或施受格（A=P, TRA）；S 单独标记为一格，称为不及物格（S, INT）。及物型语言非常少见，只有鲁善语等3种帕米尔语言有这种配列:36:125，因为从动机来看格需要分辨及物动词句的 A 和 P，而及物型恰恰反之，使得即便存在格体系，话者仍需要借助其他手段分辨 A 和 P。例如鲁善语里面疑问代词“谁”在不及物动词句的 S 中作 čāy，而在及物动词句中，无论是 A 还是 P 都作 či。

#### 动静型

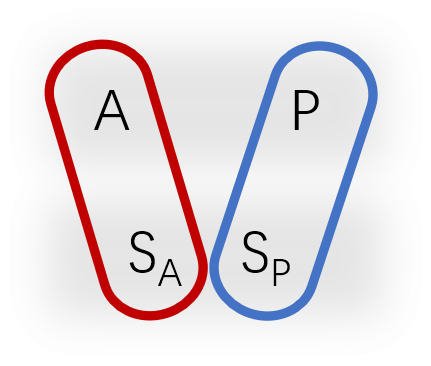
动静型配列

动静型，也称活格型、动作格型，这种配列中 S 的格会根据其所领有的语义角色而变化。如果 S 是施事，则与 A 标记为同一格，称为活格、施事格或动作格（SA=A, ACT）；如果是受事，则与 P 标记为同一格，称为状态格、受事格或非动作格（SP=P, STA）。动静型语言典型是高加索的格鲁吉亚语，在非作格动词句中，玛丽亚姆被标上跟及物动词主语一样的活格后缀 -მა (-ma)，而在非宾格动词句中则被表上跟及物动词宾语一样的状态格后缀 -ი (-i)。

#### 三分型

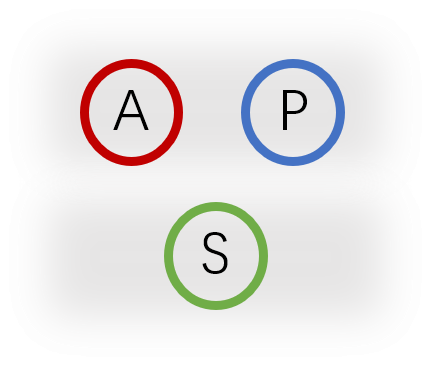
三分型配列

三分型，也称作宾型， S、A、P 三方各自标记为不同的格，分别是作格（A, ERG）、宾格（P, ACC）和不及物格（S, INT）。例如印地语、美国原住民的内兹佩而塞语和澳大利亚原住民的旺库马拉语。
三分型非常罕见:125，因为从动机来看格只需分辨及物动词句的 A 和 P 即可，故大多数语言中 S 不需要自己独立的格，可以跟 A 或 P 任意一方作相同标记，否则格会过剩。

#### 中立型

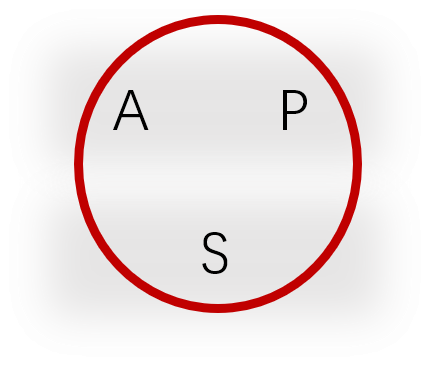
中立型配列

中立型，也称直接格型，这种配列中 S、A、P 三方使用相同的格，称为直接格（S=A=P，DIR），有时候也作主格处理。中立型在印度-雅利安语支比较常见。大部分汉语没有格的屈折变化，亦无标记A/S/P的小词，其论元不视为拥有直接格，所以在形态角度的配列上是典型的中立型语言；英语除却人称代词和who/whom的部分也属于中立型。

### P/T/G 配列类型
“给”“借”等一般为三价动词（双及物动词），其受事论元标作 T（直接宾语），基本上与二价动词的 P 相同；里面会多一个 G 论元（间接宾语）。P、T、G 之间有两种配列类型。

#### 间接型
间接型配列将 P 和 T 标记为同一格，即宾格（P=T）；G 单独标记为一格，即与格（G）。语法平面上，双及物动词的宾格论元（T）称为直接宾语，与格论元（G）称为间接宾语。

#### 主次型
主次型配列将 P 和 G 标记为同一格（P=G）；T 单独标记为一格（T）。语法平面上，双及物动词的 G 论元称为主要宾语，T 论元称为次要宾语。如约鲁巴语，约鲁巴语是没有形态变化的分析语，格通过语序和前置词表示；P 和 G 都没有标记，而 T 则有一个前置词 l。

### 南岛型
南岛型配列，也称菲律宾型配列、焦点系统，是一类在形态学上“不寻常”的配列系统，這類配列系統没有固定的配列类型，通常混合了作通格語言和主賓格語言的特性。此类配列常见于他加洛语、台湾南岛语言等南岛语系的语言，此外亦可見於語言學家所構擬的原始南島語中。

## 进阶阅读
- Dixon, R. M. W. (1972) The Dyirbal Language of North Queensland. Cambridge: Cambridge University Press.
- –––– (1979) Ergativity. Language 55. 59-138.
- Dryer, Matthew (1986) Primary objects, secondary objects, and antidative. Language 62. 808-845.
- Payne, John R. (1980) The decay of ergativity in Pamir languages. Lingua 51. 147-186.
- Aikhenvald, A. Y., Dixon, R. M. W., & Onishi, M. (Eds). (2001). Non-canonical Marking of Subjects and Objects. Netherlands: John Benjamins.
- Anderson, Stephen. (1976). On the notion of subject in ergative languages. In C. Li. (Ed.), Subject and topic (pp. 1–24). New York: Academic Press.
- Anderson, Stephen R. (1985). Inflectional morphology. In T. Shopen (Ed.), Language typology and syntactic description: Grammatical categories and the lexicon (Vol. 3, pp. 150–201). Cambridge: University of Cambridge Press.
- Chen, V. (2017). A reexamination of the Philippine-type voice system and its implications for Austronesian primary-level subgrouping (Doctoral dissertation) （页面存档备份，存于）. University of Hawaiʻi at Mānoa.
- Comrie, Bernard. (1978). Ergativity. In W. P. Lehmann (Ed.), Syntactic typology: Studies in the phenomenology of language (pp. 329–394). Austin: University of Texas Press.
- Dixon, R. M. W. (1979). Ergativity. Language, 55 (1), 59–138. (Revised as Dixon 1994).
- Dixon, R. M. W. (Ed.) (1987). Studies in ergativity. Amsterdam: North-Holland.
- Dixon, R. M. W. (1994). Ergativity. Cambridge University Press.
- Foley, William; & Van Valin, Robert. (1984). Functional syntax and universal grammar. Cambridge University Press.
- Kroeger, Paul. (1993). Phrase structure and grammatical relations in Tagalog. Stanford: CSLI.
- Mallinson, Graham; & Blake, Barry J. (1981). Agent and patient marking. Language typology: Cross-linguistic studies in syntax (Chap. 2, pp. 39–120). North-Holland linguistic series. Amsterdam: North-Holland Publishing Company.
- Patri, Sylvain (2007), L'alignement syntaxique dans les langues indo-européennes d'Anatolie, (StBoT 49), Otto Harrassowitz, Wiesbaden, ISBN 978-3-447-05612-0
- Plank, Frans. (Ed.). (1979). Ergativity: Towards a theory of grammatical relations. London: Academic Press.
- Schachter, Paul. (1976). The subject in Philippine languages: Actor, topic, actor–topic, or none of the above. In C. Li. (Ed.), Subject and topic (pp. 491–518). New York: Academic Press.
- Schachter, Paul. (1977). Reference-related and role-related properties of subjects. In P. Cole & J. Sadock (Eds.), Syntax and semantics: Grammatical relations (Vol. 8, pp. 279–306). New York: Academic Press.
- van de Visser, M. (2006). The marked status of ergativity. Netherlands: LOT Publications.
- Wouk, F. & Ross, M. (Eds.). (2002). The history and typology of western Austronesian voice systems. Canberra: Pacific Linguistics, ANU Press.